# Sukhothai (Stadt)

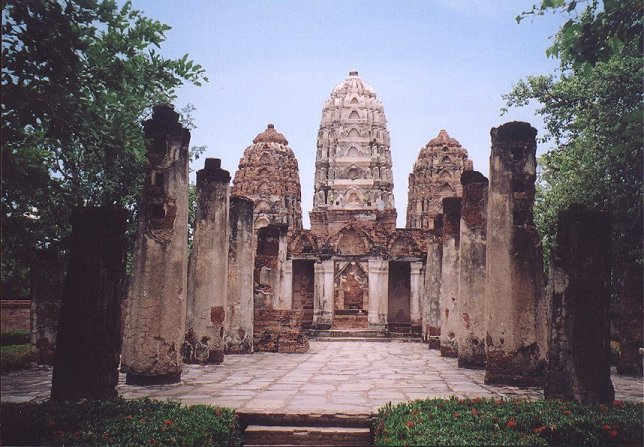
Wat Si Sawai im Geschichtspark Sukhothai

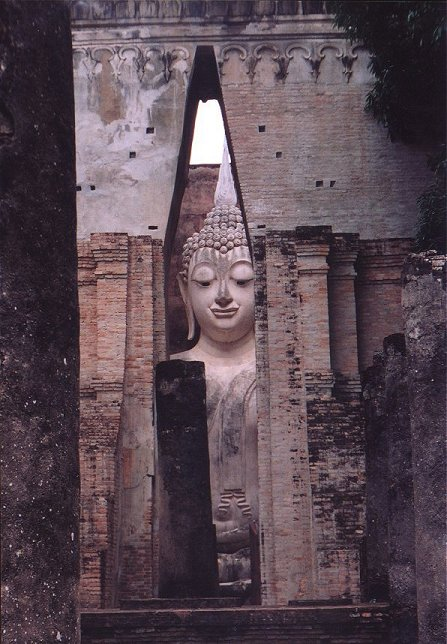
Wat Si Chum im Geschichtspark Sukhothai

Sukhothai (von Sanskrit Sukhodaya, „großes Wohlbehagen bewirkend“; thailändisch สุโขทัย, Aussprache: [sùʔkʰǒːtʰaj]) ist die Hauptstadt der thailändischen Provinz Sukhothai, die im unteren Norden des Landes liegt. Sukhothai hat den Status einer „Stadt-Kommune“ (offiziell เทศบาลเมืองสุโขทัยธานี, Thesaban Mueang Sukhothai Thani) und liegt im Bezirk (Amphoe) Mueang Sukhothai. 
Die heutige Stadt liegt 13 Kilometer östlich der historischen Stadt Sukhothai, die vom 13. bis frühen 15. Jahrhundert die Hauptstadt des gleichnamigen Königreichs, des ersten großräumigeren Königreichs der Thai im thailändischen Tiefland, war und deren Ruinen als Geschichtspark Sukhothai Besuchern zugänglich sind.

## Geschichte
Gegründet 1238 aus einer alten Khmer-Siedlung, wurde Sukhothai wenig später für 120 Jahre Hauptstadt des gleichnamigen erstmals unabhängigen Königreiches Sukhothai.
Der Legende nach wurde Sukhothai bereits um 500 n. Chr. gegründet, und einer ihrer Anführer war König Chao Aluna Khmara, auch Phra Ruang genannt.
Der Stadtkern von Sukhothai wurde 1968 durch ein Großfeuer vollständig vernichtet, alle Gebäude in diesem Gebiet stammen somit aus jüngerer Zeit.

## Geographie
Sukhothai liegt etwa 440 Kilometer nördlich der Hauptstadt Bangkok im Einzugsgebiet des Mae Nam Yom (Yom-Fluss) und inmitten eines Hügelgebiets, das dem Reisanbau dient. Die Stadt besteht aus zwei relativ getrennten Stadtteilen: Alt- und Neu-Sukhothai.

## Klima
|                       | Jan  | Feb  | Mär  | Apr  | Mai   | Jun   | Jul   | Aug   | Sep   | Okt   | Nov  | Dez  |   |         |
| Mittl. Tagesmax. (°C) | 32,4 | 32,7 | 33,8 | 37,3 | 33,2  | 33,0  | 32,8  | 32,8  | 32,1  | 32,6  | 30,7 | 31,4 | ⌀ | 32,9    |
| Mittl. Tagesmin. (°C) | 19,6 | 19,6 | 22,4 | 25,1 | 24,3  | 24,9  | 24,5  | 24,3  | 23,5  | 23,7  | 20,2 | 19,3 | ⌀ | 22,6    |
|                       |      |      |      |      |       |       |       |       |       |       |      |      |   |         |
| Niederschlag (mm)     | 7,9  | 55,6 | 29,6 | 44,8 | 289,4 | 190,2 | 101,3 | 223,8 | 198,9 | 378,2 | 39,8 | 2,1  | Σ | 1.561,6 |
|                       |      |      |      |      |       |       |       |       |       |       |      |      |   |         |
| Regentage (d)         | 1,7  | 2,0  | 4,7  | 8,0  | 19,0  | 14,0  | 13,0  | 16,3  | 18,7  | 17,0  | 3,7  | 2,0  | Σ | 120,1   |

| 19,6 |

| 19,6 |

| 22,4 |

| 25,1 |

| 24,3 |

| 24,9 |

| 24,5 |

| 24,3 |

| 23,5 |

| 23,7 |

| 20,2 |

| 19,3 |

| 19,6 |

| 19,6 |

| 22,4 |

| 25,1 |

| 24,3 |

| 24,9 |

| 24,5 |

| 24,3 |

| 23,5 |

| 23,7 |

| 20,2 |

| 19,3 |

| N i e d e r s c h l a g | 7,9 | 55,6 | 29,6 | 44,8 | 289,4 | 190,2 | 101,3 | 223,8 | 198,9 | 378,2 | 39,8 | 2,1 |
|                         | Jan | Feb  | Mär  | Apr  | Mai   | Jun   | Jul   | Aug   | Sep   | Okt   | Nov  | Dez |

## Wirtschaft
- Tourismus
- Reisanbau
- Frucht-/Obstanbau

Siehe auch: Seladon-Keramik

## Verkehr
Sukhothai verfügt im Westen der Stadt in der Nähe der Kreuzung der Nationalstraße Nr. 101 (Kamphaeng Phet – Nan) mit der Nationalstraße Nr. 12 (Tak – Khon Kaen – Mukdahan) über einen modernen Busbahnhof.
Die beiden nächstgelegene Flughafen ist der Flughafen Sukhothai (IATA-Flughafencode: THS), er liegt etwa 32 Kilometer nördlich sowie der Flughafen Phitsanulok (IATA-Flughafencode: PHS), er liegt etwa 67 Kilometer südöstlich der Stadt.

## Persönlichkeiten
- Sri Indraditya, auch: Sri Intharathitya, Gründer von Sukhothai und erster König (ca. 1238–1270)
- Ramkhamhaeng (1275–1317), wichtigster Herrscher der Sukhothai-Periode
- Chatchai Narkwijit (* 1988), Fußballspieler
- Chaipat Cheumsrijun (* 1998), Fußballspieler

Weitere siehe Sukhothai (Königreich)

## Sehenswürdigkeiten
Die Ruinenstadt Geschichtspark Sukhothai (UNESCO-Weltkulturerbe) bildet eine wichtige Touristenattraktion. Die alte Stadt war durch Erdwälle und Wassergräben von 1,8 km × 1,4 km Ausdehnung umgeben. Bereits 1942 gab es Pläne, sie als historischen Park zu restaurieren. Die ersten Arbeiten zur Bestandsaufnahme begannen aber erst Anfang der 1950er Jahre, die ersten Restaurierungsarbeiten begannen 1964. Das Ramkhamhaeng-Museum wurde am 25. Januar 1964 gegründet, wo wichtige Fundstücke ausgestellt werden konnten. Die endgültige Restaurierung wurde 1988 abgeschlossen, als der Sukhothai Historical Park durch König Bhumibol Adulyadej (Rama IX.) eingeweiht wurde. Innerhalb und außerhalb der alten Stadtmauern sind heute fast 200 Tempelruinen zu sehen, die ältesten Ruinen stammen aus dem 13. Jahrhundert.